# Джатакарман
Джатакарман (IAST: Jātakarman) — одна из 16 санскар, предназначенных для индусов; обряд, связанный с рождением ребёнка.
Раньше совершался сразу после родов, точнее перед обрезанием пуповины. Хотя существовало несколько версий исполнения ритуала, один элемент при этом оставался неизменным — прикасание ребёнка к золоту, гхи и мёду.
Одна версия обряда такова: первая часть ритуала, медхаджанана (IAST: medhājanana), состоит в том, что отец дотрагивается губ ребёнка золотым ложкой (или кольцом) с творогом, мёдом и гхи, или только с мёдом и маслом. Иногда к этому добавляют рис, ячмень и даже волоски черного быка. В ухо ребёнка три раза произносилось слово Вач (IAST: vāc, «речь»). Тем самым родители хотели обеспечить интеллектуальное развитие своего ребёнка. Вторая часть ритуала, аюшья (IAST: āushya), состоит в прочтении мантр, призывающих аюс (IAST: āyus, «жизнь») для ребёнка, который получает тайное имя, известное только родителям, перед прикладыванием к материнской груди.
По второй версии после появления ребёнка совершался ритуал аюшьяни (āushyāni), «наделение жизнью», совершаемый для ободрения и укрепления ребёнка. Далее он очищался с помощью двух камней, которые тёрли об уши новорождённого, а кусок ткани, смоченный маслом, помещался на его голову. Далее в ухо ребёнка произносились молитвы с пожеланием тысячи лет жизни для него. Отец далее касался губ рождённого золотой ложкой, наполненной смесью гхи и мёда, в которую добавлялось несколько волос чёрного быка и золотых песчинок, и читал мантры о богатстве, уме и долгой жизни своего ребёнка. Позолоченная тесьма обвязывалась вокруг запястья новорождённого, а в его руку вкладывали кусочек золота. Далее какой-нибудь золотой предмет клали на землю, сверху топор, а поверх топора — камень. На этот камень уже усаживал ребёнка отец, говоря: «Будь крепким как камень». Затем он грел руки над костром и прикасался снова к ребёнку. Далее отец дотрагивался земли и просил у неё покровительства.
Джатакарман входит в число ритуалов, которые по «Законам Ману» (II.27) очищают для дваждырождённых отцовский и материнский грех.
В отличие от древности сейчас джатакарман совершают после обрезания пуповины.